# Trofeo Alcide Degasperi
El Trofeo Alcide Degasperi es una carrera ciclista italiana disputada entre Bassano del Grappa y Trento. 
Fue creada en 1955, y fue una carrera amateur hasta 2004 hasta que con la creación de los Circuitos Continentales UCI en 2005 se integró en el UCI Europe Tour, dentro de la categoría 1.2 (última categoría del profesionalismo).

## Palmarés
En amarillo: edición amateur.
| Año  | Ganador              | Segundo              | Tercero              |
| ---- | -------------------- | -------------------- | -------------------- |
| 1955 | Marino Fontana       |                      |                      |
| 1956 | Marcello Zampredi    |                      |                      |
| 1957 | Nunzio Pellicciari   |                      |                      |
| 1958 | Avis Molinari        |                      |                      |
| 1959 | Rino Luise           |                      |                      |
| 1960 | Luigi Zanchetta      |                      |                      |
| 1961 | Enzo Moser           |                      |                      |
| 1962 | Silvano Consolati    |                      |                      |
| 1963 | Lauro Grazioli       |                      |                      |
| 1964 | Aldo Balasso         |                      |                      |
| 1965 | Mino Denti           |                      |                      |
| 1966 | Davide Boifava       |                      |                      |
| 1967 | Romano Tumellero     |                      |                      |
| 1968 | Flavio Martini       |                      |                      |
| 1969 | Vittorio Cumino      |                      |                      |
| 1970 | Ermenegildo Da Re    |                      |                      |
| 1971 | Giovanni Varini      |                      |                      |
| 1972 | Giancarlo Foresti    |                      |                      |
| 1973 | Giampaolo Flamini    |                      |                      |
| 1974 | Glauco Santoni       |                      |                      |
| 1975 | Pierluigi Fabbri     |                      |                      |
| 1976 | Gabriele Landoni     |                      |                      |
| 1977 | Claudio Corti        |                      |                      |
| 1978 | Giorgio Zanotti      |                      |                      |
| 1979 | Guy Nulens           |                      |                      |
| 1980 | Walter Magnago       |                      |                      |
| 1981 | Antonio Leali        |                      |                      |
| 1982 | Giovanni Viere       |                      |                      |
| 1983 | Walter Magnago       |                      |                      |
| 1984 | Domenico Cavallo     |                      |                      |
| 1985 | Primož Čerin         |                      |                      |
| 1986 | Moravio Pianegonda   |                      |                      |
| 1987 | Helmut Wechselberger |                      |                      |
| 1988 | Luigi Bielli         |                      |                      |
| 1989 | Franco Rossato       |                      |                      |
| 1990 | Mirko Gualdi         |                      |                      |
| 1991 | Gilberto Simoni      |                      |                      |
| 1992 | Davide Rebellin      |                      |                      |
| 1993 | Marco Foligno        |                      |                      |
| 1994 | Flavio Milan         |                      |                      |
| 1995 | Paolo Savoldelli     |                      |                      |
| 1996 | Davide Montanari     |                      |                      |
| 1997 | Matteo Panzeri       |                      |                      |
| 1998 | Denis Miorin         |                      |                      |
| 1999 | Volodymir Gustov     | Fabio Bulgarelli     | Graziano Gasparre    |
| 2000 | Dmitry Gaynitdinov   | Franco Pellizotti    | Gianpaolo Cheula     |
| 2001 | Mario Pafundi        | Iaroslav Popòvitx    | Ruslan Gryschenko    |
| 2002 | Andrea Sanvido       | Vladímir Gússev      | Paolo Longo Borghini |
| 2003 | Emanuele Sella       | Aleksandr Baženov    | Denís Kostiuk        |
| 2004 | Daniele Colli        | Elia Rigotto         | Andriy Pryshchepa    |
| 2005 | Devid Garbelli       | Marco Bandiera       | Luca Gasparini       |
| 2006 | Matthew Lloyd        | Alexander Filippov   | Davide Malacarne     |
| 2007 | Jacopo Guarnieri     | Manuel Belletti      | Cristiano Fumagalli  |
| 2008 | Jarosław Marycz      | Simon Clark          | Pavel Kochetkov      |
| 2009 | Pavel Kochetkov      | Manuele Boaro        | Egor Silin           |
| 2010 | Sonny Colbrelli      | Matteo Trentin       | Marco Canola         |
| 2011 | Matteo Trentin       | Moreno Moser         | Alberto Cecchin      |
| 2012 | Enrico Barbin        | Rohan Dennis         | Davide Villella      |
| 2013 | Damien Howson        | Gianluca Leonardi    | Gianluca Milani      |
| 2014 | Michele Gazzara      | Ilia Koshevoy        | Paolo Brundo         |
| 2015 | Alberto Cecchin      | Lorenzo Rota         | Davide Ballerini     |
| 2016 | Filippo Rocchetti    | Fausto Masnada       | Andrea Marchi        |
| 2017 | Andrea Toniatti      | Alexandr Riabushenko | Nicolò Rocchi        |
| 2018 | Simone Ravanelli     | Stefan de Bod        | Andrea Pietrobon     |
| 2019 | Benjamin Hill        | Marco Frigo          | Connor Brown         |
| 2020 | No se disputó        | No se disputó        | No se disputó        |
| 2021 | Riccardo Lucca       | Riccardo Verza       | Jon Knolle           |
| 2022 | Pierre-Pascal Keup   | Luca Van Boven       | Anders Foldager      |
| 2023 | Davide De Pretto     | Sergio Meris         | Michael Belleri      |
| 2024 | No se disputó        | No se disputó        | No se disputó        |
| 2025 | Kyrylo Tsarenko      | Lennart Jasch        | Luca Cretti          |

## Palmarés por países
| País       | Victorias |
| ---------- | --------- |
| Italia     | 57        |
| Australia  | 3         |
| Rusia      | 2         |
| Bélgica    | 1         |
| Yugoslavia | 1         |
| Austria    | 1         |
| Ucrania    | 1         |
| Polonia    | 1         |
| Alemania   | 1         |
| Ucrania    | 1         |